# Buldir
Buldir (soms ook gespeld als Buldyr, Aleoets: Idmaax̂) is een klein eiland van de westelijke Aleoeten van Alaska tussen ten westen de Near Islands en ten oosten de Rat Islands. Het is het meest westelijke eiland van de Aleoeten dat gevormd is door vulkanisme in het Kwartair of later. De twee grootste vulkanen van het eiland zijn de Buldirvulkaan die het grootste deel van het eiland vormt, en de East-Capevulkaan die het noordoostelijke deel van het eiland vormt. De Burdirvulkaan is het hoogste punt van het eiland, met een hoogte van 656 m. Het eiland is onbewoond. 
Buldir is voor het eerst waargenomen door Vitus Bering op 28 oktober 1741 tijdens zijn ontdekking van de regio.
Het eiland huist 21 verschillende soorten zeevogels, wat het het meest gevarieerde zeevogelkolonie van het noordelijk halfrond maakt. Enige voorbeelden van zeevogels op het eiland zijn de kuifalk, de dwergalk, de papegaaiduiker en  noordelijke stormvogeltjes.